# República Socialista Soviética Autônoma da Buriácia
A República Socialista Soviética Autônoma da Buriácia (em russo:  Бурятская Автономная Советская Социалистическая Республика  ; em Buriácio: Буряадай Автономито Совет Социалис Республика), abreviado como RSSA da Buriácia (em russo:  Бурятская АССР  ; em Buriácio), foi uma República Socialista Soviética Autônoma da SFSR Russa da União Soviética .
Em 1923, a república foi criada com o nome de República Socialista Soviética Autônoma Buriácio-Mongol ; seu predecessor foi o Oblast Autônomo Buriácio-Mongol. Em 1958, o nome "Mongol" foi removido do nome da república. A RSSA da Buriácia declarou sua soberania em 1990 e adotou o nome de República da Buriácia em 1992. No entanto, permaneceu uma república autônoma dentro da Federação Russa .
Na década de 1930, a Buriácia-Mongólia foi um dos locais de estudos soviéticos com o objetivo de refutar as teorias raciais nazistas . Entre outras coisas, os médicos soviéticos estudaram os "níveis de resistência e fadiga" dos trabalhadores russos, buriácio-mongóis e russos-buriácio-mongóis para provar que todos os três grupos eram igualmente capazes.

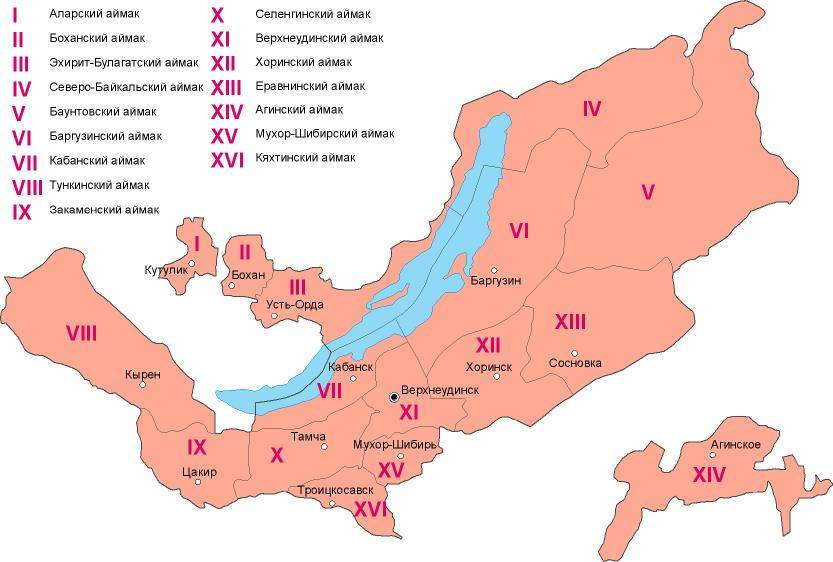
RSSA da Buriácia-Mongólia em 1925